# Jaime Cervantes Rivera
Jaime Cervantes Rivera (Tuxpan, Nayarit, 7 de marzo de 1955) es un político y líder social mexicano miembro del Partido del Trabajo: es diputado federal y fue candidato a presidente municipal de Tepic, Nayarit.
Inició su actividad política como líder social en el Movimiento Urbano-Popular de Nayarit en la década de 1980 cuando él y varios dirigentes más fundaron diversas colonias populares en la ciudad de Tepic, entre las que destacan la colonia 2 de Agosto, Tierra y libertad, Venceremos y Prieto Crispin.
En 1991 participó en la fundación del Partido del Trabajo a nivel nacional y en el estado de Nayarit, siendo electo diputado al Congreso de Nayarit de 1993 a 1996, Es miembro de la Dirección Nacional del Partido del Trabajo desde el año 2000.
Ha sido electo diputado federal en dos ocasiones, ambas por representación proporcional, a la LVIII Legislatura de 2000 a 2003 y a la LX Legislatura de 2006 a 2009 en la que es secretario de la comisión de Vigilancia de la Auditoría Superior de la Federación y miembro de la comisión de Vivienda.
Es actualmente Coordinador General del Movimiento de Lucha Popular Emiliano Zapata (MOLPEZ)y a la vez fundador de los Centros de Desarrollo Infantil Paulo Freire del MOLPEZ.
En 2008 solicitó licencia como diputado al ser postulado candidato de su partido a Presidente Municipal de Tepic en las elecciones de 2008, en las cuales obtuvo un total de 4,534 votos que representaron el 3.9% del total, al finalizar el proceso se reintegró a su cargo de diputado a partir del 16 de julio del mismo año.